# Sylvain Chavanel
Sylvain Chavanel (ur. 30 czerwca 1979 w Châtellerault) – francuski kolarz szosowy, dwukrotny mistrz świata w jeździe drużynowej na czas.
Rozpoczął karierę zawodowego kolarza w 2000 w grupie Bonjour (obecnie Team Europcar), w latach 2009–2013 jeździł w należącej do dywizji UCI ProTeams ekipie Omega Pharma-Quick Step. Od sezonu 2014 startował w drużynie IAM Cycling, która w 2015 otrzymała status UCI WorldTeams. Od sezonu 2016 startuje w drużynie Direct Énergie.
Jego młodszy brat Sébastien Chavanel również jest kolarzem szosowym.

## Najważniejsze osiągnięcia
- 2002
  - 1. miejsce w Trophée des Grimpeurs
- 2003
  - 1. miejsce w Tour du Haut Var
- 2004
  - 1. miejsce w Tour de Belgique
- 2005
  -  mistrzostwo Francji w jeździe indywidualnej na czas
- 2006
  -  mistrzostwo Francji w jeździe indywidualnej na czas
- 2008
  -  mistrzostwo Francji w jeździe indywidualnej na czas
  - 1. miejsce na 19. etapie Tour de France 2008
  - najbardziej waleczny kolarz Tour de France 2008
  - 1. miejsce w Dwars door Vlaanderen
  - 1. miejsce w Brabantse Pijl
  - 1. miejsce na 7. etapie Paryż-Nicea
  - 1. miejsce na 4. etapie Dookoła Katalonii
- 2009
  - 3. miejsce w Paryż-Nicea
    - 1. miejsce na 3. etapie
    -  1. miejsce w klasyfikacji punktowej

  - 2. miejsce w Eneco Tour
    - 1. miejsce na 1. etapie
- 2010
  - 1. miejsce na 2. i 7. etapie Tour de France
    - dwukrotne jednodniowe prowadzenie w Tour de France (po 2. i 7. etapie)
- 2011
  -  mistrzostwo Francji w wyścigu ze startu wspólnego
  - lider (po 4. etapie) Vuelta a España przez cztery etapy
- 2012
  - 1. miejsce w Driedaagse van De Panne-Koksijde
    - 1. miejsce na 3b. etapie

  -  mistrzostwo Francji w jeździe indywidualnej na czas
  -  1. miejsce w mistrzostwach świata w jeździe drużynowej na czas
  - 2. miejsce w Eneco Tour
- 2013
  -  1. miejsce w mistrzostwach świata w jeździe drużynowej na czas
  - 1. miejsce w Driedaagse van De Panne-Koksijde
    - 1. miejsce na 3b. etapie

  -  mistrzostwo Francji w jeździe indywidualnej na czas
  - 3. miejsce w Chrono des Nations
  - 4. miejsce w Mediolan-San Remo
  - 5. miejsce w Paryż-Nicea
    - 1. miejsce na 6. etapie
    -  1. miejsce w klasyfikacji punktowej

  - 6. miejsce w E3 Prijs Vlaanderen
  - 6. miejsce w Eneco Tour
    - 1. miejsce na 5. etapie (ITT)
- 2014
  - 3. miejsce w Dookoła Belgii GP Ouest-France 2014
  -  mistrzostwo Francji w jeździe indywidualnej na czas
  - 1. miejsce w Tour du Poitou-Charentes
    - 1. miejsce na 4. etapie (ITT)

  - 1. miejsce w GP Ouest-France
- 2018
  - 2. miejsce w Tour du Poitou-Charentes

## Starty w Wielkich Tourach
| Grand Tour | 2001 | 2002 | 2003 | 2004 | 2005 | 2006 | 2007 | 2008 | 2009 | 2010 | 2011 | 2012 | 2013 | 2014 | 2015 | 2016 | 2017 | 2018 |
| ---------- | ---- | ---- | ---- | ---- | ---- | ---- | ---- | ---- | ---- | ---- | ---- | ---- | ---- | ---- | ---- | ---- | ---- | ---- |
| Giro       | —    | —    | —    | —    | —    | —    | —    | —    | —    | —    | —    | —    | —    | —    | 36   | —    | —    | —    |
| Tour       | 65   | 36   | 37   | 30   | 58   | 45   | DNF  | 61   | 19   | 31   | 61   | DNF  | 31   | 34   | 54   | 43   | 25   | 39   |
| Vuelta     | —    | —    | —    | —    | —    | —    | 16   | DNF  | —    | —    | 27   | —    | —    | —    | 47   | —    | —    | —    |